# Форрест, Джордж (историк)
Джордж Форрест (англ. William George Grieve Forrest; 24.09.1925, Глазго — 14.10.1997, Оксфорд) — оксфордский историк-античник, профессор.
Шотландец, в раннем возрасте с семьёй переехал в Лондон, однако своих корней не забывал и посещал родину. Сын Уильяма Форреста, военного корреспондента.
Учился в Хампстеде.
Участник Второй мировой войны, после окончания которой служил во Франции и Бельгии.
В 1951—1977(6?) гг. преподаватель античной (древнегреческой) истории в оксфордском Уодхэм-колледже (эмерит), принявший его туда глава колледжа Морис Боура, также античник-эллинист, стал его большим другом.
В 1977—1992 гг. Оксфордского университета профессор им. Уайкхема по античной истории (эмерит), одновременно сотрудник Нью-колледжа (также впоследствии эмерит).
Был приглашённым профессором в Йеле. Почётный доктор Афинского университета (1991).
Воспитал много учеников.
Автор «The Emergence of Greek Democracy» (1966; греч. перевод 1994 (с посвящ. близкой Мелине Меркури), также переведена на др. языки).
Также автор «A History of Sparta, 950—192 B.C.» (1968; 2-е изд. 1980).
Придерживался демократических социалистических политических взглядов, активно выступал против хунты «Чёрных полковников».
Умер от рака.
Был женат с 1956 года на Маргарет, две дочери.